# Scheidgen
Scheidgen (franska) (luxemburgiska: Scheedgen lyssna (fil), tyska: Scheidgen) är en ort i kantonen Echternach i östra Luxemburg. Den ligger i kommunen Consdorf, cirka 25 kilometer nordost om staden Luxemburg. Orten har 517 invånare (2022).